# 李金棠
李金棠（1921-2020） 京劇老生演員。於中華戲曲專科學校坐科。1948年隨顧劇團來台，前後曾任職於陸光、海光與明駝國劇隊，並創立中興業餘國劇社。與周正榮、胡少安、哈元章並稱台灣四大鬚生。1977年離開明駝國劇隊赴美定居。

## 少年時期
1921年10月5日出生於北平。北平第五十二小學畢業後，和好友馬崇仁（馬連良之子）一起報考中華戲曲專科學校，成為第三科金字輩學生，同期生有王金璐、儲金鵬、周金銘、賡金群等人。民國廿八年畢業後，李金棠曾留校任助教。民國三十年間，傳聞日本有意接收戲曲學校，因此校方迅速宣佈學校解散，李金棠也因此離職。
畢業後，李金棠也曾拜哈寶山為師，並隨其登台演出。

## 來台
民國卅七年底，台北永樂戲院經理前往上海力邀顧正秋的顧劇團來台公演一個月。當時李金棠的師哥高德松正在顧劇團工作，也邀請李金棠一同前往台灣演出，也隨著顧劇團合約延長一起留在了台灣。民國四十二年夏，顧正秋與任顯群結婚並解散顧劇團，劇團成員各謀生路，在此期間李金棠自陳曾與友人合夥成立公司販售電影院用的布幕窗簾，以倒閉收場。到民國四十三年，李金棠以海風社頭牌老生的身份重新登上京劇舞台。

## 流轉於各劇團之間
在民國四十三年加入海風劇團之後，李金棠又曾搭班自由中國京劇團、陸光國劇團（民47年） 、金素琴金馬劇團、劉貞模劇團、海風劇團（民48年）。民國五十二年自組中興業餘國劇研究社；民國五十四年加入海光國劇隊，並且在民國五十五年以《大漢中興》（由麒派戲《斬經堂》、《鬧昆陽》改編）獲得第二屆國軍文藝金像獎最佳生角，民國五十八年離開海光，進入復興劇校任教並且負責演出。民國六十一年離開復興劇校，加入明駝國劇隊直到民國六十六年告別舞台赴美定居。

## 評價
王安祈：「李金棠扮相俊逸，風神儒雅，在台上總透出一股掩飾不住的書卷氣，所塑造的人物無不清雅出塵。」
田航：「金棠扮相之雍容，當為在臺之鬚生行第一人。」